# Унитарианство
Унитарианство (Унитарианская церковь) — антитринитарное движение в протестантизме. Отвергает догмат о Троице, некоторые теологи не принимают также учение о грехопадении. В широком смысле термин «унитарии» исторически использовался как синоним термина «антитринитарии».
Иногда унитарианство сочетается с пантеизмом или деизмом. Рассматривается (Дж. Гордоном Мелтоном и другими исследователями) как одно из либеральных течений христианства. Изначально получив распространение в Трансильвании и Речи Посполитой, ныне имеет последователей преимущественно в англосаксонских странах.

## История
Истоки унитарианства восходят к арианству, адопционизму и другим раннехристианским течениям, оспаривавшим положение о «Божественной Троице» и не признававшим равнобожественную сущность Иисуса Христа. В эпоху Реформации с антитринитарных позиций выступили немец Мартин Целлариус (1499—1561), итальянец Бернардино Окино (1487—1564), испанцы Хуан де Вальдес (около 1500—1541) и Мигель Сервет (1511—1553).
В Речи Посполитой в 1565 году унитариане были исключены из Польской реформатской церкви и создали в том же году так называемую Малую реформатскую церковь, а в 1605 году опубликовали унитарианский по своему характеру Раковский катехизис. Лидерами польских унитариан были итальянский врач Джорджо Бландрата (1515 — около 1590), поляк Мартин Чеховиц и другие религиозные деятели. Наибольшую роль в новой церкви стала играть община, образованная в 1579 в Ракове, которую вскоре возглавил прибывший в Польшу итальянец Фаусто Соццини (1539—1604), по имени которого польских унитариев стали называть социнианами (другое употреблявшееся название — польские братья). Действовавшая в Великом княжестве Литовском ветвь социниан — возглавляемые Симоном Будным литовские братья — полностью отменила почитание Иисуса Христа. Расцвет движения унитариев в Польше и Литве был в 1580—1620 годах, затем они стали подвергаться преследованиям, а в 1658 году были изгнаны из страны. Многие из них бежали к своим единоверцам в Трансильванию.
Трансильванскую ветвь унитариев возглавил венгр Ференц Давид (1510—1579), который стал в 1558 году епископом Реформатской церкви Трансильвании, внутри которой образовалось сильное унитарианское крыло. Распространению унитарианства в Трансильвании и всей Венгрии способствовало то, что сам венгерский король Янош II Запольяи принял эту веру. После того как князем Трансильвании стал Стефан Баторий, положение унитариев там ухудшилось. Испытав преследования, унитарианская церковь в Венгрии всё же добилась своего признания. Её приверженцы и ныне сохранились в Румынии, в состав которой в 1918 году вошла Трансильвания, а также в Венгрии.
Основателем унитарианства в Англии считают Джона Биддла (1615—1662), написавшего ряд богословских трактатов в его поддержку. Однако первая унитарианская конгрегация в Англии была создана лишь в 1774 году бывшим англиканским священником Теофилусом Линдси (1723—1808). Активным участником унитарианского движения в Англии был знаменитый химик Джозеф Пристли (1733—1804) Он был вынужден в 1794 году эмигрировать в США, где два года спустя организовал в штате Пенсильвания первую унитарианскую церковь. Наряду с теологом Эндрюсом Нортоном (1786—1853), в унитарианском движении выдвинулся бостонский пастор и проповедник Уильям Эллери Чаннинг, яркий представитель либеральной теологии начала-середины XIX века. Религиозная мысль Ченнинга, в свою очередь, оказала влияние на трансценденталистов Новой Англии.
Унитарианские ассоциации были созданы в Англии и США в 1825 году.
В 1865 году в США была предпринята попытка объединить унитарианские общины, но она оказалась неудачной из-за разногласий по ряду вопросов. Лишь в 1925 году произошло слияние наиболее значительных унитарианских организаций США. В 1961 году американские унитарии объединились с близкой им по взглядам церковью универсалистов, центральной доктриной которых являлось положение о спасении всех без исключения людей (христианский универсализм). В результате слияния была создана Унитарианская универсалистская ассоциация, являющаяся самой крупной в мире организацией унитариев. Она активно участвует в общественной жизни страны, занимая либертариальные позиции. Ряд священников унитарианской церкви стоял у истоков современного религиозного гуманизма (с середины 1910-х годов). Ключевыми фигурами здесь стали преподобные Мэри Сэффорд (Mary Safford) и Куртис В. Ризе (Curtis W. Reese) из унитарианской церкви в г. Де-Мойн (штат Айова), а также преподобный Джон Х. Дитрих (John H. Dietrich) из унитарианской церкви в Миннеаполисе (штат Миннесота), которые сочли возможным начать кампанию по демократизации религиозных институтов под знаменем религиозного гуманизма.

## Вероучение
В унитарианстве в настоящее время нет какого-либо зафиксированного вероучения и допускается большая свобода мнений по догматическим вопросам. Разрешено свободное толкование Библии «в пределах разума».
Унитариане, но не все, критикуют доктрину о грехопадении, не верят в искупительную жертву Иисуса Христа, считают его человеком, не признают также положение об осуждении грешников на Страшном Суде, полагая, что все люди, даже не христиане, должны быть спасены.
В XIX и XX вв. под влиянием таких религиозных деятелей, как англичанин Джеймс Мартино (1805—1900) и американец Теодор Паркер (1810—1860), унитарианство стало ещё более либеральным. Некоторые религиоведы даже считают, что унитарианство представляет собой нечто среднее между религией и философией.
Таинства у унитариев отсутствуют. Традиции в разных унитарианских общинах различается. Во время собраний читаются проповеди, поются гимны. В праздники на собраниях часто даются концерты и театральные представления.
Некоторые унитарианские общины ввели у себя оформление однополых браков.

## Организация
Каждая унитарианская церковная община полностью самостоятельна. Все общинные дела решаются коллективно её членами.

## Численность
Численность унитариев во всём мире составляет 0,7 млн человек. Больше всего их в США (190 тыс.). Последователи Унитарианской универсалистской ассоциации есть в штате Массачусетс (36 тыс.), Калифорнии (15 тыс.), штате Нью-Йорк (14 тыс.) и др. Имеются унитарии также в Германии (65 тыс.), Румынии (55 тыс.), Великобритании (49 тыс.), Нидерландах (23 тыс.), Канаде (20 тыс.), Бельгии (16 тыс.), Швейцарии (5 тыс.), Индии (5 тыс.) и некоторых других странах.

## Знаменитые приверженцы
Источник: Dictionary of Unitarian & Universalist Biography.
- Адамс, Джон (президент) — президент США
- Барток, Бела — венгерский композитор[3]
- Бернерс-Ли, Тим — изобретатель Всемирной паутины
- Григ, Эдвард — норвежский композитор и его жена Нина Хагеруп.
- Найтингейл, Флоренс — британская сестра милосердия
- Полинг, Лайнус Карл (1901—1994) — американский химик, лауреат двух Нобелевских премий: по химии (1954) и премии мира (1962)[4]
- Рам Мохан Рой — индийский мыслитель, основатель синкретического социально-религиозного движения Брахмо Самадж
- Стивенсон, Эдлай II — американский политик
- Сэлинджер, Джером Дэвид (1919—2010) — американский писатель
- Лидия Мария Чайлд (1802—1880) — американская писательница, борец за права женщин и индейцев
- Эмерсон, Ральф Уолдо — американский философ и литератор
- Энтони, Сьюзен — американская аболиционистка
- Янсон, Кристофер Нагель (1841—1917) — норвежский поэт
- Рикардо, Давид (1772—1823) — английский экономист, классик политической экономии